# Necati Tacan
İbrahim Necati Tacan (* 1895 in Konstantinopel; † 28. Juli 1958 in İstanbul) war ein türkischer General, der unter anderem zwischen 1955 und 1956 Oberbefehlshaber der 2. Armee, von 1956 bis 1957 Oberbefehlshaber der 3. Armee sowie zwischen 1957 und seinem Tod 1958 Oberkommandierender der Landstreitkräfte (Türk Kara Kuvvetleri) war.

## Leben
Tacan begann nach dem Schulbesuch ein Studium, trat aber eine Woche vor Beginn des Ersten Weltkrieges am 21. Juli 1914 als Soldat in die Osmanische Armee ein und wurde 1915 zum Unterleutnant (Asteğmen) befördert. In der Folgezeit diente er als Zugführer, Adjutant des Kommandeurs eines Bataillons sowie als Ausbilder. Während des Befreiungskrieges trat er am 7. November 1921 der Nationalen Armee in Anatolien bei, diente in dieser in verschiedenen Einheiten und wurde am 28. Oktober 1923 zum Hauptmann (Yüzbaşı) befördert. Am 6. November 1924 begann er eine Zusatzausbildung an der Heeresschule (Kara Harp Okulu) sowie anschließend 1925 an der Heeresakademie (Kara Harp Akademisi), die er 1928 abschloss. In den folgenden Jahren folgten weitere Verwendungen als Offizier und Stabsoffizier.
1945 wurde Tacan zum Brigadegeneral (Tuğgeneral) befördert und war zunächst Kommandeur der 68. Brigade sowie anschließend 1946 Chef des Stabes der 3. Armee (Üçüncü Ordu). Nach seiner Beförderung zum Generalmajor (Tümgeneral) übernahm er 1947 den Posten als Befehlshaber der 11. Division und war danach als Lehrer an der Akademie des Oberkommandos (Yüksek Komuta Akademisi) tätig. Nach einer anschließenden Verwendung als Befehlshaber der 23. Division war er Kommandeur der Heeresakademie und danach Befehlshaber der 6. Division, ehe er zuletzt stellvertretender Kommandierender General des 5. Korps (5. Kolordu).
Nach seiner Beförderung zum Generalleutnant (Korgeneral) übernahm Tacan 1951 den Posten als Kommandierender General des 5. Korps und wechselte im Anschluss als Leiter der Operationsabteilung in den Generalstab der Türkei. Im Anschluss wurde er Kommandierender General des 15. Korps sowie daraufhin stellvertretender Oberbefehlshaber der 2. Armee, ehe er schließlich am 25. April 1955 als Nachfolger von General Abdülkadir Seven selbst Oberbefehlshaber der 2. Armee (İkinci Ordu) wurde. 1956 erfolgte seine Beförderung zum General (Orgeneral). Am 14. Juni 1956 wurde er als Oberbefehlshaber der 2. Armee durch General Rüştü Erdelhun abgelöst, während er selbst als Nachfolger von General Nazmi Ataç vom 16. Juni 1956 bis zu seiner Ablösung durch General Cemal Gürsel am 30. November 1957 Oberbefehlshaber der 3. Armee (Üçüncü Ordu) war.
Zuletzt wurde General Tacan am 30. November 1957 Oberkommandierender der Landstreitkräfte (Kara Kuvvetleri Komutanlığı) und damit Nachfolger von General Ahmet Nurettin Aknoz. Diese Funktion übte er bis zu seinem Tod am 28. Juli 1958 aus. Nachfolger wurde daraufhin erneut General Rüştü Erdelhun.
Tacan, der Vater zweier Kinder war, wurde nach seinem Tode auf dem Friedhof Zincirlikuyu (Zincirlikuyu Mezarlığı) beigesetzt.